# ريموند نارث
ريموند نارث (بالإنجليزية: Raymond Narh) (مواليد 21 يوليو 1978) هو ملاكم غاني، مثّل بلاده في الألعاب الأولمبية الصيفية 2000.

## روابط خارجية
ريموند نارث على موقع بوكس ريك (الإنجليزية) (registration required)
- ريموند نارث على موقع أوليمبيديا (الإنجليزية)
- ريموند نارث على موقع اتحاد ألعاب الكومنولث (مؤرشف) (الإنجليزية)